# Afganistan na Letnich Igrzyskach Olimpijskich 2016
Afganistan na Letnich Igrzyskach Olimpijskich 2016 w Rio de Janeiro reprezentowało troje sportowców. Był to czternasty start Afganistanu na letnich igrzyskach olimpijskich.

## Reprezentanci

### Judo
| Zawodnik                | Konkurencja      | 1/32                    | 1/16             | 1/8              | Ćwierćfinały     | Półfinały        | Repesaż 1        | Repesaż 2        | Repesaż 3        | Finał            | Finał   |
| Zawodnik                | Konkurencja      | Przeciwnik Wynik        | Przeciwnik Wynik | Przeciwnik Wynik | Przeciwnik Wynik | Przeciwnik Wynik | Przeciwnik Wynik | Przeciwnik Wynik | Przeciwnik Wynik | Przeciwnik Wynik | Pozycja |
| ----------------------- | ---------------- | ----------------------- | ---------------- | ---------------- | ---------------- | ---------------- | ---------------- | ---------------- | ---------------- | ---------------- | ------- |
| Mohammad Tawfiq Bakhshi | -100 kg mężczyzn | Jorge Fonseca P 000-100 | NQ               | NQ               | NQ               | NQ               | NQ               | NQ               | NQ               | NQ               | 33.     |

### Lekkoatletyka

#### Kobiety
Konkurencje biegowe
| Konkurencja   | Zawodniczka   | Runda 1  | Runda 1 | Runda 2  | Runda 2 | Półfinał | Półfinał | Finał    | Finał   |
| Konkurencja   | Zawodniczka   | Rezultat | Pozycja | Rezultat | Pozycja | Rezultat | Pozycja  | Rezultat | Pozycja |
| ------------- | ------------- | -------- | ------- | -------- | ------- | -------- | -------- | -------- | ------- |
| Bieg na 100 m | Kamia Yousufi | 14,02    | 22.     | NQ       | NQ      | NQ       | NQ       | NQ       | NQ      |

#### Mężczyźni
Konkurencje biegowe
| Konkurencja   | Zawodnik           | Runda 1  | Runda 1 | Runda 2  | Runda 2 | Półfinał | Półfinał | Finał    | Finał   |
| Konkurencja   | Zawodnik           | Rezultat | Pozycja | Rezultat | Pozycja | Rezultat | Pozycja  | Rezultat | Pozycja |
| ------------- | ------------------ | -------- | ------- | -------- | ------- | -------- | -------- | -------- | ------- |
| Bieg na 100 m | Abdul Wahab Zahiri | 11,56    | 18.     | NQ       | NQ      | NQ       | NQ       | NQ       | NQ      |